# Bailando por un sueño: el reto
El Reto: Bailando por un Sueño Costa Rica-Panamá fue producido por Teletica y la televisora panameña Telemetro, bajo el formato de Televisa. Inició el 23 de noviembre desde Ciudad de Panamá y luego desde Costa Rica. El programa fue transmitido todos los domingos a las 7 p. m. en Costa Rica y a las 8 p. m. en Panamá.

## Mecánica
El reto fue entre los dos primeros lugares de Bailando por un Sueño Costa Rica contra los dos primeros lugares de Bailando por un Sueño Panamá. En cada programa se calificaban 3 ritmos por 3 jueces, uno de ellos tenía el voto secreto, los puntajes se acumularon hasta la final. El primer programa se realizó en Panamá, el segundo en Costa Rica y así sucesivamente. No se produjeron eliminaciones sino por tabla acumulada, los ganadores se llevaron $10,000 dólares y el segundo lugar $5,000 dólares.

## Presentadores
- Karen Chalmers: comunicadora panameña, presentadora del programa panameño Tu Mañana, presentadora de Bailando por un Sueño de Panamá.

- Edgar Silva : periodista costarricense, presentador del programa costarricense Buen Día, ha sido presentador de la primera temporada de Bailando por un Sueño en Costa Rica y de Cantando por un Sueño en Costa Rica, como también de la segunda temporada de Bailando por un Sueño en Costa Rica.

## Participantes
Costa Rica:
Famosos:
- Viviana Calderón: modelo, actriz, presentadora del programa En Vivo, ganadora de la Segunda Temporada de Bailando por un sueño.

- Jorge Martínez: Periodista, presentador de la sección de deportes de Teletica, segundo lugar de la Segunda Temporada de Bailando por un Sueño.

Soñadores:
- Franklin Calderón: Digitador de liquidaciones, ganador de la Segunda Temporada de Bailando por un Sueño.

- Yuliana López Montero: Estudiante de Derecho, segundo lugar de la Segunda Temporada de Bailando por un Sueño.

Coreógrafos:
- Silvia Trejos Hernández: Tiene 17 años de experiencia, coreógrafa de los ganadores de la primera temporada de Bailando por un sueño, coreógrafa de los ganadores de la Segunda Temporada de Bailando por un Sueño.

- Adriana Madrigal Monge: Instructora de baile y profesora, fue coreógrafa de la primera temporada de Bailando por un sueño, Segundo lugar de la Segunda Temporada de Bailando por un Sueño.

Panamá:
Famosos:
- Andrea Pérez: Modelo de campañas publicitarias y co-presentadora del reality show Realmente Bella Señorita Panamá 2008, presentadora del programa panameño Travel Panamá. Ganadora de la Tercera Temporada de Bailando por un Sueño en su país.

- Alejandro Lagrotta: famoso cantante, compositor y productor panameño. Segundo lugar de la Tercera Temporada de Bailando por un Sueño en su país.

Soñadores:
- Ángel Jiménez: Profesor de Tecnología Mecánica y Mecánica de Precisión, Ganador de la Tercera Temporada de Bailando por un Sueño en su país.

- Marelys Quintero: estudiante de Turismo con especialización en hotelería y servicios a cruceros.Segundo lugar de la Tercera Temporada de Bailando por un Sueño en su país.

Coreógrafos:
- Renee Alejandra Celis: Bailarina profesional, poseedora de su propia academia de baile, participó como famosa de la Primera Temporada de Bailando por un Sueño, por ser exreina del Carnaval y quedó de tercer lugar. Además fue el reemplazo de Lisa Hernández en el Primer Campeonato Internacional de Baile "Bailando por el Mundo" en México, logrando un gran avance para el equipo panameño. Coreógrafa de los ganadores de la Tercera Temporada de Bailando por un Sueño.

- Jossie Jiménez: Como coreógrafo y bailarín es merecedor de medallas de platino, oro y plata, coreógrafo del segundo lugar de la Tercera Temporada de Bailndo por un Sueño.

## Jurado
- Humberto Canessa: Bailarín desde hace más de 20 años, director, ganador de dos premios nacionales, reconocido coreógrafo. Es fundador del Laboratorio Interdisciplinario del Cuerpo y la Escena (LINCE), es fundador de la Corpus Érigo Danza Contemporánea, ha participado en una gran cantidad de espectáculos como bailarín y coreógrafo, fue el jurado del mejor paso en la Segunda Temporada de Bailando por un Sueño en Costa Rica.

- Félix Greco: Fue capitán de baile y bailarín cantante en el show de Lila Deneken, coreógrafo de grupos como Fresas con Crema, Timbiriche, Cachún, Cachún Ra Ra, ha realizado varias coreografías para telenovelas y ha sido coreógrafo y maestro de los niños del programa Plaza Sésamo, también ha sido coreógrafo de grupos musicales importantes, ha sido juez de la versión Mexicana de Bailando por un Sueño en sus dos temporadas, como también fue juez de la primera temporada de El Show de los Sueños.

- María Cecilia Triana: Magíster en Educación y directora artística y coreográfica del Ballet D´Triana y ProART. Coreógrafa de los eventos televisivos más importantes del país. Ganadora de premios especiales internacionales de Danza. Directora Artística y Coreográfica de las Obras Musicales Sociales de gran éxito Detrás del Muro, Pandillas y Voz de Libertad.

## Parejas
| Famoso             | Ocupación                  | Soñador           | Nacionalidad  | Puesto alcanzado en la competencia | Puestos Alcanzados en los Programas                   |
| ------------------ | -------------------------- | ----------------- | ------------- | ---------------------------------- | ----------------------------------------------------- |
| Viviana Calderón   | Presentadora/modelo/actriz | Franklin Calderón | costarricense | Ganadores                          | Primer lugar/Primer lugar/Segundo lugar/Primer Lugar  |
| Andrea Pérez       | Presentadora/modelo        | Ángel Jiménez     | panameños     | Segundos                           | Primer lugar/Tercer Lugar/Primer Lugar/Segundo Lugar  |
| Jorge Martínez     | Periodista                 | Yuliana López     | costarricense | Terceros                           | Tercer Lugar/Segundo Lugar/Tercer Lugar/Tegundo Lugar |
| Alejandro Lagrotta | Cantante/compositor        | Marelys Quintero  | panameños     | Cuarto                             | Tercer lugar/Cuarto Lugar/Cuarto Lugar/Cuarto Lugar   |

## Los Votos del Jurado en cada programa
| Viviana / Franklin  | 70 | 81 | 86 | 87 | Ganadores | Ganadores | Ganadores | Ganadores | Ganadores | Ganadores | Ganadores | Ganadores | Ganadores | Ganadores | Ganadores | Ganadores | Ganadores | Ganadores | Ganadores | Ganadores | Ganadores | Ganadores | Ganadores | Ganadores | Ganadores | Ganadores | Ganadores | Ganadores | Ganadores | Ganadores | Ganadores | Ganadores | Ganadores | Ganadores | Ganadores | Ganadores | Ganadores | Ganadores | Ganadores | Ganadores | Ganadores | Ganadores | Ganadores | Ganadores |
| Andrea / Ángel      | 70 | 79 | 87 | 85 | Segundos  | Segundos  | Segundos  | Segundos  | Segundos  | Segundos  | Segundos  | Segundos  | Segundos  | Segundos  | Segundos  | Segundos  | Segundos  | Segundos  | Segundos  | Segundos  | Segundos  | Segundos  | Segundos  | Segundos  | Segundos  | Segundos  | Segundos  | Segundos  | Segundos  | Segundos  | Segundos  | Segundos  | Segundos  | Segundos  | Segundos  | Segundos  | Segundos  | Segundos  | Segundos  | Segundos  | Segundos  | Segundos  | Segundos  | Segundos  |
| Jorge / Yuliana     | 60 | 80 | 84 | 84 | Terceros  | Terceros  | Terceros  | Terceros  | Terceros  | Terceros  | Terceros  | Terceros  | Terceros  | Terceros  | Terceros  | Terceros  | Terceros  | Terceros  | Terceros  | Terceros  | Terceros  | Terceros  | Terceros  | Terceros  | Terceros  | Terceros  | Terceros  | Terceros  | Terceros  | Terceros  | Terceros  | Terceros  | Terceros  | Terceros  | Terceros  | Terceros  | Terceros  | Terceros  | Terceros  | Terceros  | Terceros  | Terceros  | Terceros  | Terceros  |
| Alejandro / Marelys | 52 | 71 | 81 | 83 | Cuartos   | Cuartos   | Cuartos   | Cuartos   | Cuartos   | Cuartos   | Cuartos   | Cuartos   | Cuartos   | Cuartos   | Cuartos   | Cuartos   | Cuartos   | Cuartos   | Cuartos   | Cuartos   | Cuartos   | Cuartos   | Cuartos   | Cuartos   | Cuartos   | Cuartos   | Cuartos   | Cuartos   | Cuartos   | Cuartos   | Cuartos   | Cuartos   | Cuartos   | Cuartos   | Cuartos   | Cuartos   | Cuartos   | Cuartos   | Cuartos   | Cuartos   | Cuartos   | Cuartos   | Cuartos   | Cuartos   |

     Puntaje más alto.

    
Puntaje más bajo.

## Puntajes Acomulados
| Viviana / Franklin  | 70 | 151 | 237 | 324 | Ganadores | Ganadores | Ganadores | Ganadores | Ganadores | Ganadores | Ganadores | Ganadores | Ganadores | Ganadores | Ganadores | Ganadores | Ganadores | Ganadores | Ganadores | Ganadores | Ganadores | Ganadores | Ganadores | Ganadores | Ganadores | Ganadores | Ganadores | Ganadores | Ganadores | Ganadores | Ganadores | Ganadores | Ganadores | Ganadores | Ganadores | Ganadores | Ganadores | Ganadores | Ganadores | Ganadores | Ganadores | Ganadores | Ganadores | Ganadores |
| Andrea / Ángel      | 70 | 149 | 236 | 321 | Segundos  | Segundos  | Segundos  | Segundos  | Segundos  | Segundos  | Segundos  | Segundos  | Segundos  | Segundos  | Segundos  | Segundos  | Segundos  | Segundos  | Segundos  | Segundos  | Segundos  | Segundos  | Segundos  | Segundos  | Segundos  | Segundos  | Segundos  | Segundos  | Segundos  | Segundos  | Segundos  | Segundos  | Segundos  | Segundos  | Segundos  | Segundos  | Segundos  | Segundos  | Segundos  | Segundos  | Segundos  | Segundos  | Segundos  | Segundos  |
| Jorge / Yuliana     | 60 | 140 | 225 | 309 | Terceros  | Terceros  | Terceros  | Terceros  | Terceros  | Terceros  | Terceros  | Terceros  | Terceros  | Terceros  | Terceros  | Terceros  | Terceros  | Terceros  | Terceros  | Terceros  | Terceros  | Terceros  | Terceros  | Terceros  | Terceros  | Terceros  | Terceros  | Terceros  | Terceros  | Terceros  | Terceros  | Terceros  | Terceros  | Terceros  | Terceros  | Terceros  | Terceros  | Terceros  | Terceros  | Terceros  | Terceros  | Terceros  | Terceros  | Terceros  |
| Alejandro / Marelys | 52 | 123 | 204 | 287 | Cuartos   | Cuartos   | Cuartos   | Cuartos   | Cuartos   | Cuartos   | Cuartos   | Cuartos   | Cuartos   | Cuartos   | Cuartos   | Cuartos   | Cuartos   | Cuartos   | Cuartos   | Cuartos   | Cuartos   | Cuartos   | Cuartos   | Cuartos   | Cuartos   | Cuartos   | Cuartos   | Cuartos   | Cuartos   | Cuartos   | Cuartos   | Cuartos   | Cuartos   | Cuartos   | Cuartos   | Cuartos   | Cuartos   | Cuartos   | Cuartos   | Cuartos   | Cuartos   | Cuartos   | Cuartos   | Cuartos   |

     Puntaje más alto.

    
Puntaje más bajo.

## Ritmos y su mejor puntaje
Aquí están los ritmos bailados por las parejas y quién obtuvo mayor calificaciones con cada ritmo.
| Ritmo         | Pareja con mejor calificación                         | Nacionalidad                          | Puntaje | Programa | Tema Musical                                      |
| ------------- | ----------------------------------------------------- | ------------------------------------- | ------- | -------- | ------------------------------------------------- |
| Bolero Son    | Yuliana y Jorge                                       | costarricense                         | 17      | 1        | "Bomboro Quiña Quiña"                             |
| Salsa         | Viviana y Franklin                                    | costarricense                         | 19      | 1        | "Arranca en Fa"                                   |
| Pop           | Andrea y Ángel                                        | panameños                             | 18      | 1        | "Arrasando"                                       |
| Rock and Roll | Yuliana y Jorge                                       | costarricense                         | 29      | 2        | "Roll over Beethoven"                             |
| Merengue      | Viviana y Franklin/Andrea y Ángel/Alejandro y Marelys | costarricense · panameños · panameños | 27      | 2        | " Rompecintura"/"La Nalgadita"/"Hombre divertido" |
| Hip Hop       | Viviana y Franklin                                    | costarricense                         | 29      | 2        | "Wall to Wall"                                    |
| Disco         | Andrea y Ángel                                        | panameños                             | 30      | 3        | "Disco Inferno"                                   |
| Tango         | Andrea y Ángel / Viviana y Franklin                   | panameños · costarricense             | 29      | 3        | "Tempranillo" / "Gotan proyect"                   |
| Reggaeton     | Alejandro y Marelys                                   | panameños                             | 29      | 3        | "Impacto"                                         |
| Batucada      | Yuliana y Jorge                                       | costarricense                         | 30      | 4        | "Mix Batucada"                                    |
| Mambo         | Viviana y Franklin/Yuliana y Jorge                    | costarricense · costarricense         | 29      | 4        | "Mambo Timbalero"/"Mambo para los Rumberos"       |
| Dance Hall    | Viviana y Franklin/Andrea y Ángel                     | costarricense · panameños             | 29      | 4        | "My everything"                                   |

- Las calificaciones del bolero son: salsa y pop, sin voto secreto.